# Ophrys cugniensis
Ophrys cugniensis är en orkidéart som beskrevs av Romieg Soca. Ophrys cugniensis ingår i ofryssläktet, och familjen orkidéer.
Artens utbredningsområde är Sicilien. Inga underarter finns listade i Catalogue of Life.